# Bzí (Dolní Bukovsko)
Bzí (dříve Bzy) je vesnice, část městyse Dolní Bukovsko v okrese České Budějovice v Jihočeském kraji. V roce 2011 zde trvale žilo 68 obyvatel.
Vesnice Bzí leží na hlavní silnici Veselí nad Lužnicí – Týn nad Vltavou, po dalších silnicích je možné dostat se do Modré Hůrky a do Sobětic.

## Historie
První písemná zmínka o vesnici villa Bzie pochází z roku 1379.
Ve Bzí býval už ve středověku panský velkostatek, ke kterému patřily okolní vesnice včetně Bukovska. Starou tvrz, která byla společně s dalšími objekty v okolí vypálena za třicetileté války, dal v roce v roce 1655 její majitel, vrchní hejtman Krumlovského knížectví rodiny Eggenberků, Jetřich z  Gemersheimu a Harpershofu († 1666), přestavět. Kolem vyrostl rozlehlý dvůr s ovčínem. Přes další majitele panství koupili Schwarzenbergové, vystavěli zámek, přestavěli hospodářské budovy, pivovar a park. Panství jim bylo vyvlastněno roku 1948.

## Obyvatelstvo
| Rok            | 1869 | 1880 | 1890 | 1900 | 1910 | 1921 | 1930 | 1950 | 1961 | 1970 | 1980 | 1991 | 2001 | 2011 | 2021 |
| -------------- | ---- | ---- | ---- | ---- | ---- | ---- | ---- | ---- | ---- | ---- | ---- | ---- | ---- | ---- | ---- |
| Počet obyvatel | 268  | 325  | 309  | 353  | 308  | 313  | 225  | 188  | 175  | 155  | 101  | 62   | 49   | 68   | 62   |
| Počet domů     | 31   | 37   | 38   | 38   | 40   | 40   | 44   | 49   | 48   | 47   | 37   | 44   | 55   | 55   | 52   |

## Obecní správa
Při sčítání lidu v letech 1850–1960 Bzí bylo samostatnou obcí, se kterým patřilo nejprve do okresu Týn nad Vltavou, ale od roku 1960 v okrese České Budějovice. Od 12. června 1960 do 30. června 1975 bylo částí obce Štipoklasy v okrese České Budějovice. Od 1. července 1975 je částí městyse Dolní Bukovsko v okrese České Budějovice. V letech 1850–1960 k obci patřily Pořežánky.

## Pamětihodnosti

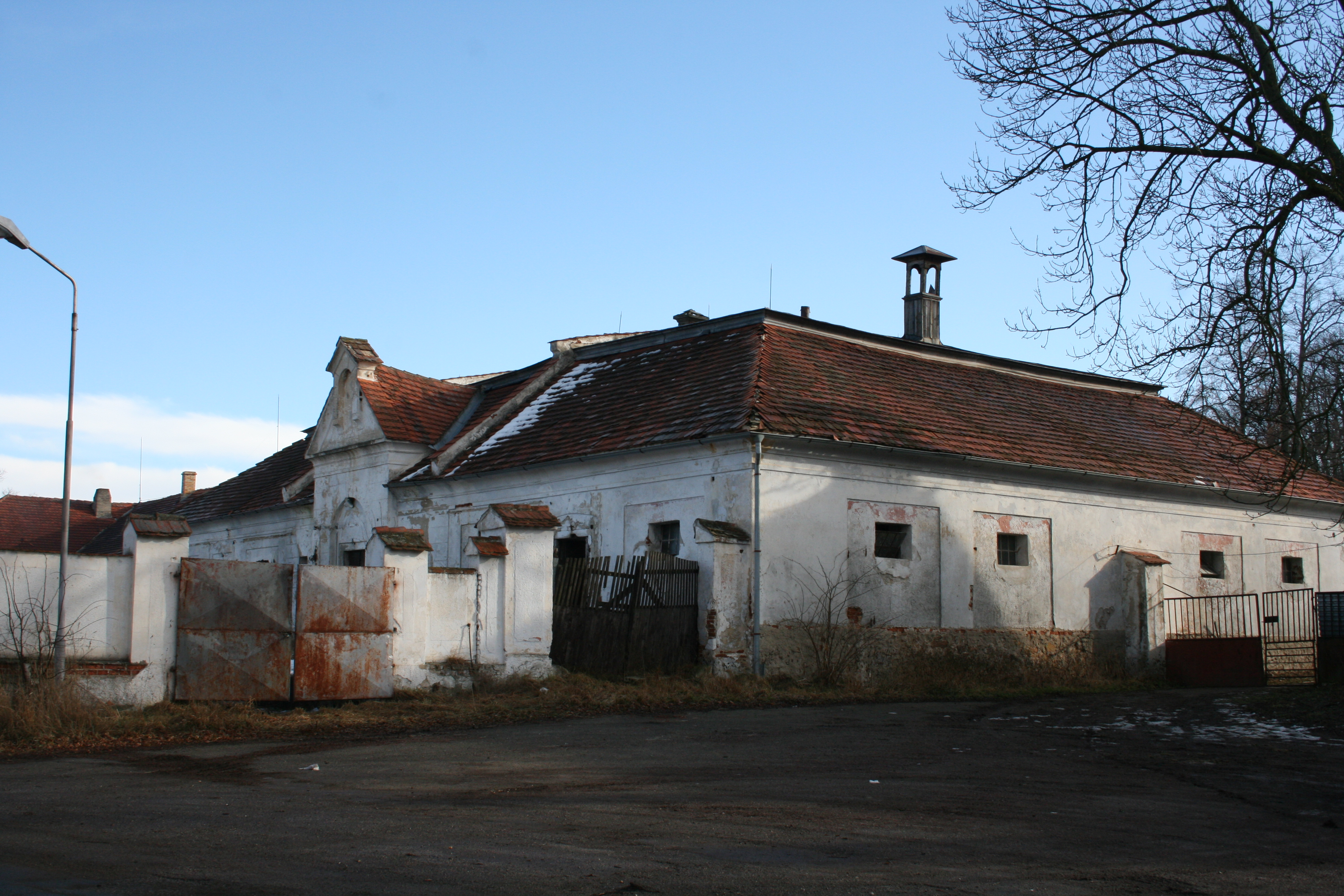
Hospodářská budova zámku, stav v roce 2009

- Zámecký areál je situovaný při východním okraji vsi u silnice. Skládá se z čtyřkřídlé hlavní budovy barokního zámku, z několika hospodářských budov přestavěných ve 20. století na byty a ze stodol. Zámek dal postavit Jan Adolf kníže ze Schwarzenbergu podle plánů, které roku 1673 dodal stavitel Antonio de Maggi. Zámecká kaple je zasvěcena svatému Floriánovi. Statek Bzí byl pak spojen s panstvím Třeboň. Park byl romanticky upraven. Na štítu průčelí se dochoval plastický erb Schwarzenbergů. Od roku 1958 je chráněnou nemovitou památkou.[10] Ve druhé polovině 20. století byl užíván socialistickou zemědělskou velkovýrobou, která sice o jeho údržbu příliš nedbala, ale romantický zámek přežíval z podstaty, stále v uspokojivém stavu. Po roce 1990 byl vrácen potomkům bývalých majitelů a ti ho prodali. Nových majitelů se vystřídalo více, vystěhovali cenné prvky v interiérech (kachlová kamna, kliky), zámek pustl, v říjnu roku 2021 se dostal do aukce.[11] V roce 2023 bylo započato s rekonstrukcí.[10][12][13] V době, kdy byl zámek ještě zachovalým objektem, byly v něm natáčeny filmy Zlatí úhoři a Svatba upírů. Ve filmu Zlatí úhoři se objevují záběry nejen na zámek, ale také na Pivovarský rybník.
- Usedlosti čp. 20 a 30
- Dva krucifixy
- Mohylník
- U silnice jsou dvě udržované malé kapličky, větší stojí proti zámku, další u silnice k Modré Hůrce